# Ortrand
Ortrand (sorbisk: Wótrań) er en by i den tyske delstat Brandenburg. Den er en del af, og administrationsby for Amt Ortrand.

## Geografi
Centrum af byen ligger omsluttet af floden Pulsnitz mod nord, motorvejen A 13 mod vest jernbanen mellem Großenhain–Cottbus (Cottbus-Großenhainer Eisenbahn).
Ortrand er en af de få byer i den sydlige del af landkreis Oberspreewald-Lausitz, der ikke ligger i Lausitz, men i landskabet Schraden. Forstaden Burkersdorf ligger dog i Oberlausitz.